# Edvard Ferdinand Esmann
 Ikke at forveksle med firmaet E.F. Esmann.
Edvard Ferdinand Esmann (27. november 1835 i Nyborg – 5. juli 1899 i Odense) var en dansk grosserer, der stiftede flere virksomheder. Han var bror til Niels Christian Esmann.
Hans forældre var købmand Gustav Ferdinand Esmann (1800-1842) og Henriette Christine Bagge (1802-1872), der var norskfødt.
I 1859 grundlagde han Albani Bryggerierne i Odense sammen med Johan Frederik Rasmussen og farmaceuten Theodor Schiøtz. 1. januar 1864 grundlagde han firmaet E.F. Esmann, også i Odense. Virksomhedens opgave var oprindeligt opkøb og eksport af korn og smør; med England som det primære eksportmarked. Senere gik den over til at producere konserves og kendes nu som Plumrose. Han var medlem af Odense Byråd 1885-1897.
Esmann blev Ridder af Dannebrog 1886 og etatsråd 1897.
Han blev gift 24. juni 1859 i Odense med Diderica Johanne Josephine Faber (8. november 1839 sst. – 13. maj 1917 i København), datter af købmand Mauritz Trap Friis Faber (1808-1878) og Maren Magdalene Margrethe Qvaade (1814-1899).
Han er begravet i Odense.